# Hermitesk operator
En hermitesk operator är en operator inom kvantmekaniken. För en sådan operator, {\displaystyle A}, gäller skalärprodukten {\displaystyle \langle {u}\mid {Av}\rangle =\langle {Au}\mid {v}\rangle }, där {\displaystyle u} och {\displaystyle v} är två funktioner. 
{\displaystyle A^{\dagger }} är den adjugerande operatorn till {\displaystyle A} och definieras som {\displaystyle \langle {u}\mid {Av}\rangle =\langle {A^{\dagger }u}\mid {v}\rangle }. Alltså är den Hermiteska operatorn {\displaystyle A=A^{\dagger }}.